# Madatyphlops decorsei
Espèce
Synonymes
- Typhlops decorsei Mocquard, 1901

Statut de conservation UICN

 LC  : Préoccupation mineure
Madatyphlops decorsei est une espèce de serpents de la famille des Typhlopidae. 

## Répartition
Cette espèce est endémique de Madagascar.

## Description
L'holotype de Madatyphlops decorsei mesure 455 mm.

## Étymologie
Son nom d'espèce lui a été donné en l'honneur du docteur Gaston Jules Decorse (1873–1907) qui a collecté l'holotype dans les environs d'Ambovombe.

## Publication originale
- Mocquard, 1901 : Note préliminaire sur une collection de reptiles et de batraciens recueillis par M. Alluaud dans le sud de Madagascar. Bulletin du Muséum national d'histoire naturelle, vol. 7, p. 251-256 (texte intégral).